# Käshof (Mitteleschenbach)
Käshof (fränkisch: Käshuf) ist ein Gemeindeteil der Gemeinde Mitteleschenbach im Landkreis Ansbach (Mittelfranken, Bayern). Käshof liegt in der Gemarkung Mitteleschenbach.

## Geografie
Südlich der Einöde erhebt sich der Geiersberg. Im Südwesten grenzt der Haundorfer Wald an. Durch den Ort verläuft eine Gemeindeverbindungsstraße, die nördlich von Obererlbach in die Bundesstraße 466 mündet (0,7 km östlich) bzw. nach Winkelhaid zur Kreisstraße AN 59 führt (1,1 km nördlich).

## Geschichte
Der Ort wurde 1615 als „Keeß Hof“ erstmals urkundlich erwähnt. Das Bestimmungswort des Ortsnamens ist der Familienname Käs. Der Hof wurde vom damaligen Besitzer des verödeten Bremenhof als Zubaugut errichtet.
Gegen Ende des 18. Jahrhunderts gehörte Käshof zur Realgemeinde Winkelhaid. Das Anwesen hatte das Kastenamt Spalt des Hochstifts Eichstätt als Grundherrn. Unter der preußischen Verwaltung (1792–1806) des Fürstentums Ansbach erhielt der Käshof bei der Vergabe der Hausnummern die Nr. 22 des Ortes Winkelhaid. Von 1797 bis 1808 unterstand der Ort dem Justiz- und Kammeramt Windsbach.
Im Geographischen statistisch-topographischen Lexikon von Franken (1801) wird der Ort folgendermaßen beschrieben:

„Käshof, zwischen Obererlbach und Winkelheid im ehemaligen Ansbachischen Oberamte Windsbach und Heilsbronn, zwey Stunden [Sp. 44] westlich von Spalt, liegen drey Einödhöfe, wovon der mittlere Käshof heißt und zu dem Eichstättischen Pfleg- und Kastenamte Wernfels Spalt im Oberlande gehört.“

Im Rahmen des Gemeindeedikts wurde Käshof dem 1808 gebildeten Steuerdistrikt Mitteleschenbach und der 1810 gegründeten Ruralgemeinde Mitteleschenbach zugeordnet.

## Einwohnerentwicklung
| Jahr      | 001818 | 001840 | 001861 | 001871 | 001885 | 001900 | 001925 | 001950 | 001961 | 001970 | 001987 |
| Einwohner | 8      | 7      | 5      | 5      | 11     | 5      | 5      | 5      | 6      | 6      | 1      |
| Häuser    | 2      | 1      |        |        | 1      | 1      | 1      | 1      | 1      |        | 1      |
| Quelle    | [ 16 ] | [ 17 ] | [ 18 ] | [ 19 ] | [ 20 ] | [ 21 ] | [ 22 ] | [ 23 ] | [ 24 ] | [ 25 ] | [ 1 ]  |

## Religion
Der Ort ist römisch-katholisch geprägt und bis heute nach St. Nikolaus (Mitteleschenbach) gepfarrt. Die Einwohner evangelisch-lutherischer Konfession sind nach St. Andreas (Wassermungenau) gepfarrt.
In Erinnerung an die ehemalige Kirche in Bremenhof errichteten die Bewohner von Bremenhof und Käshof 2007 die Kapelle St. Michael. 